# 김윤주 (작가)
김윤주는 대한민국의 드라마 작가이다.

## 작품
- MBC 《신비한TV 서프라이즈》
- 2008년 MBC 《크크섬의 비밀》
- 2010년 SBS 《커피하우스》
- 2011년 OCN 《특수사건 전담반 TEN》
- 2012년 tvN 《인현왕후의 남자》
- 2013년 tvN 《나인: 아홉 번의 시간여행》
- 2014년 tvN 《스무살》
- 2015년 후난위성텔레비전 《상애천사천년》
- 2017년 OCN 《듀얼》
- 2020년 MBC 《그 남자의 기억법》

## 서적
- 인현왕후의 남자 드라마 대본집 1,2 (저자: 송재정, 김윤주 /출판사: 로그인 /발매일: 2012년 7월 31일)